# Damian Halata
Damian Halata (ur. 8 sierpnia 1962 w Świętochłowicach) – niemiecki piłkarz pochodzenia polskiego występujący na pozycji napastnika oraz trener.

## Kariera klubowa
Halata treningi rozpoczął w 1974 roku w zespole 1. FC Magdeburg. W sezonie 1979/1980 awansował do pierwszej drużyny tego klubu, która występowała w DDR-Oberlidze. Zadebiutował w niej 29 lutego 1980 w wygranym 1:0 meczu z Chemie Leipzig, zaś pierwszego gola strzelił 11 kwietnia 1980 w zremisowanym 3:3 spotkaniu z Rot-Weiß Erfurt. W sezonie 1982/1983 zdobył z klubem Puchar NRD. W barwach Magdeburga grał do roku 1988, występując w 193 ligowych meczach i zdobywając 47 bramek.
W połowie 1988 roku przeniósł się do ekipy Lokomotive Lipsk, która również rywalizowała w DDR-Oberlidze. W 1991 roku nazwa drużyny zmieniła się na VfB Leipzig, a od sezonu 1991/1992 Halata wraz z zespołem uczestniczył w rozgrywkach 2. Bundesligi. Wystąpił w niej w dwóch meczach, przeciwko FC Carl Zeiss Jena (0:1) oraz FC 08 Homburg (1:1). W pojedynku z Homburgiem zerwał więzadła krzyżowe, w następstwie czego podjął decyzję o zakończeniu kariery.
W DDR-Oberlidze rozegrał 267 spotkań i zdobył 68 bramek.

## Kariera reprezentacyjna
W reprezentacji NRD Halata zadebiutował 12 września 1984 w wygranym 1:0 towarzyskim meczu z Grecją. 8 marca 1989 w przegranym 2:3 towarzyskim spotkaniu z tym samym rywalem strzelił swojego jedynego gola w drużynie narodowej. Po raz ostatni w kadrze wystąpił 22 marca 1989 w zremisowanym 1:1 towarzyskim pojedynku z Finlandią.
W latach 1984–1989 w drużynie narodowej rozegrał w sumie 4 spotkania i zdobył 1 bramkę.

## Kariera trenerska
Po zakończeniu kariery Halata został trenerem. W 1994 roku został tymczasowym szkoleniowcem klubu VfB Leipzig, rywalizującego w rozgrywkach Bundesligi. Pierwszy mecz poprowadził w niej 16 kwietnia 1994 przeciwko Karlsruher SC (2:3). VfB poprowadził jeszcze w 3 spotkaniach. W klasyfikacji końcowej Bundesligi w sezonie 1993/1994 VfB Leipzig zajęło 18. miejsce i spadło do 2. Bundesligi, a Halata przestał pełnić swoją funkcję. W 1996 roku Halata ponownie został tymczasowym trenerem VfB Leipzig, a w grudniu 1998 został oficjalnym szkoleniowcem tego klubu i pracował tam do czerwca 1998.
W kolejnych latach zespoły grające na poziomie Regionalligi i Oberligi: Dynama Drezno, ZFC Meuselwitz, SV Dessau 05 oraz Budissa Bautzen.